# Holger Bellino

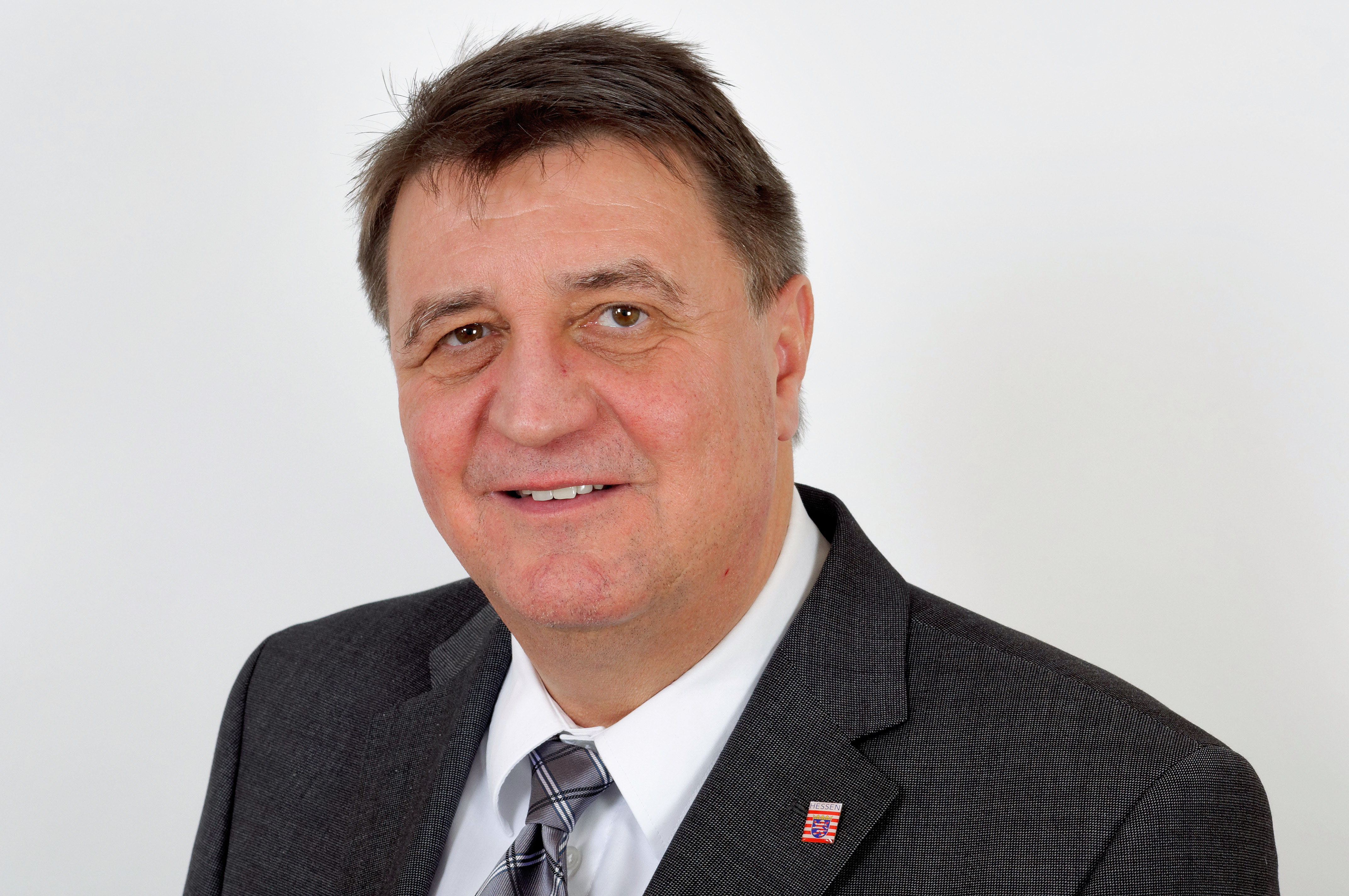
Holger Bellino (2013)

Holger Bellino (* 16. Februar 1959 in Bad Homburg vor der Höhe) ist ein deutscher Politiker (CDU) und seit 2003 Mitglied des Hessischen Landtags. Dort ist er stellvertretender Vorsitzender der CDU-Landtagsfraktion. Zuvor war er deren Parlamentarischer Geschäftsführer. 

## Ausbildung und Beruf
Nach dem Abitur an der Christian-Wirth-Schule in Usingen im Jahr 1977 studierte Bellino an der Johann Wolfgang Goethe-Universität Frankfurt am Main und schloss das Studium 1983 als Diplom-Kaufmann ab.
Von 1983 bis 1988 arbeitete er als Produkt-Manager bei Blendax, Mainz, von 1984 bis 1985 Produkt-Manager Blendax Brüssel und seit 1988 als Senior Consultant/Management Supervisor in zwei Unternehmensberatungen, Bereich Marketing und Vertrieb.
Holger Bellino ist evangelisch, verheiratet und lebt in Neu-Anspach (Taunus).

## Politische Ämter

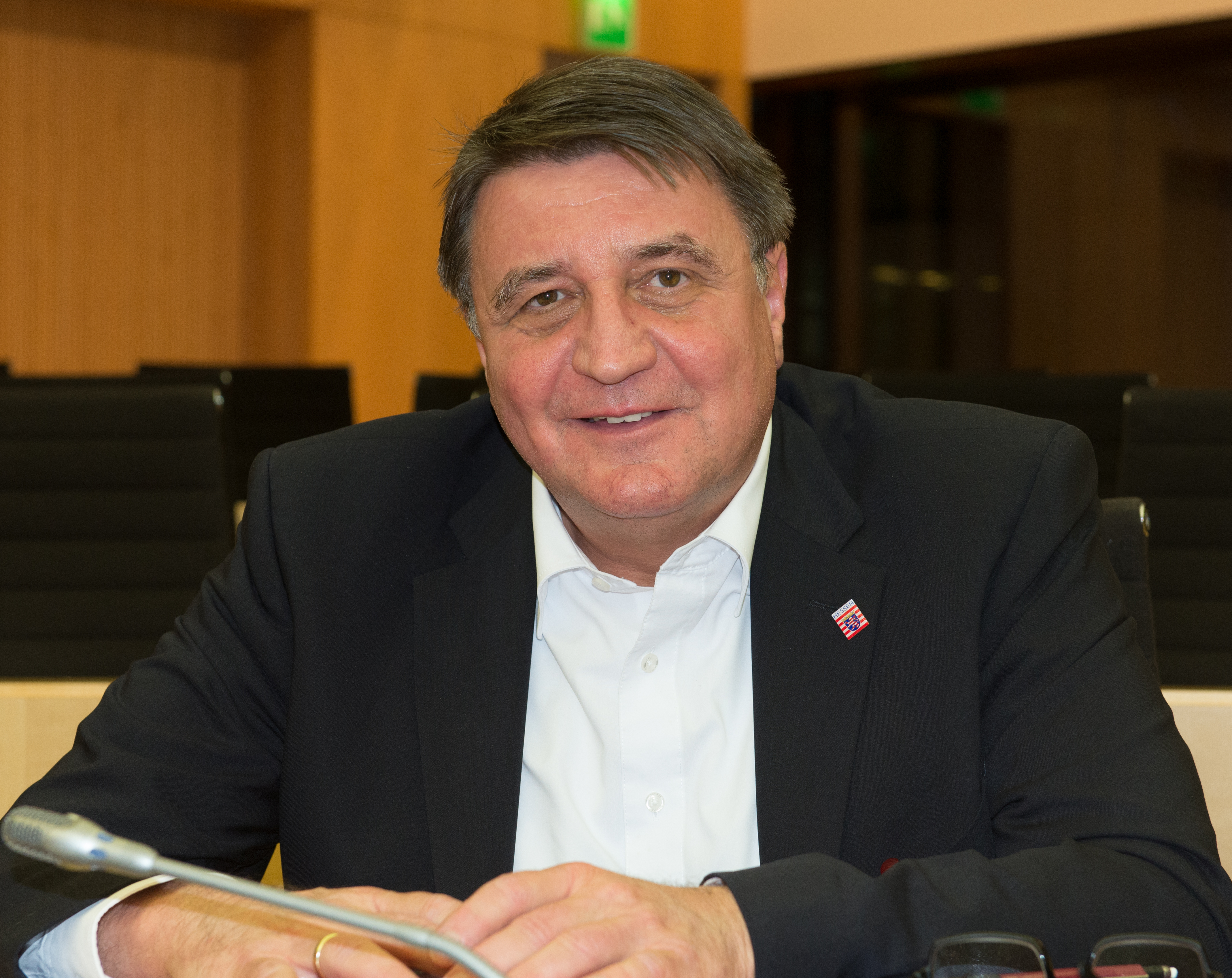
Holger Bellino im Plenum des Hessischen Landtages, 2016

Holger Bellino ist Mitglied der CDU und dort stellvertretender Vorsitzender der CDU Neu-Anspach. Außerdem ist er Kreisvorstandsmitglied der CDU Hochtaunus.
Sein politisches Engagement begann in der Jungen Union, wo er Vorsitzender der JU Neu-Anspach und Kreisvorstandsmitglied der JU Hochtaunus war.
Seit 1977 ist er Mitglied der Gemeindevertretung Neu-Anspach (außer 1986 bis 1989), deren Vorsitzender er seit 1993 ist sowie seit 1999 Mitglied des Kreistages Hochtaunus. Seit der Verleihung der Stadtrechte ist er nun Stadtverordnetenvorsteher.
Im Hessischen Landtag ist er seit dem 5. April 2003 direkt gewählter Abgeordneter für den Wahlkreis 23 – Hochtaunus I. Im Landtag ist er Mitglied im Europaausschuss, Innenausschuss, Petitionsausschuss, im Sozialpolitischen Ausschuss sowie in der Härtefallkommission beim Hessischen Minister des Innern und für Sport. Am 7. September 2010 wurde Bellino zum Parlamentarischen Geschäftsführer der CDU-Landtagsfraktion gewählt. Nach der Landtagswahl 2023 wurde Ingo Schon neuer Parlamentarischer Geschäftsführer. Bellino wurde im Gegenzug stellvertretender Vorsitzender der Landtagsfraktion.

## Sonstige Ämter
Holger Bellino ist Vorsitzender des Landesjugendhilfeausschusses, Mitglied der Vertreterversammlung der Frankfurter Volksbank eG, Vorsitzender des Deutschen Roten Kreuzes Neu-Anspach, stv. Vorsitzender des Deutschen Roten Kreuzes Kreisverband Hochtaunus e. V. und Beiratsmitglied des Hessenparks.